# Státní znak Súdánu
Státní znak Súdánu je emblém, tvořený černo-stříbrnou kresbou ptáka Hadilova písaře (Sagittarius serpentarius) s roztaženými křídly a černo-červeným štítem na hrudi. Nad hlavou má stříbrnou, dvakrát přeloženou, stuhu se zeleným arabským nápisem „An-nasr-laná“ (česky Vítězství je naše). Pod ptákem je opět stříbrná, dvakrát přeložená stuha se zeleným arabským nápisem s názvem státu – „Džumhúríjat as-Súdán“ (česky Súdánská republika).
Štít pochází z období Al-Mahdího – muslimského duchovního, který povstáním v roce 1881 přinutil Egypťany opustit Súdán a který v roce 1885 vytvořil nezávislý autokratický stát, vzdorující britské expanzi.

## Historie
Po bohaté historii byla 1. ledna 1956 vyhlášena nezávislá Súdánská republika. V hlavním městě Chartúmu byly na hlavním náměstí spuštěny vlajky Spojeného království a Egypta a vztyčena nová státní vlajka. V této souvislosti byl také zaveden první státní znak Súdánu. Jednalo se o emblém, zobrazující nosorožce dvourohého (Diceros bicornis – Rhinocerotidae) hnědé barvy mezi dvěma, do oblouku ohnutými palmami olejnými, doprovázenými dvěma zelenými palmovými ratolestmi. Spodní část byla překryta stříbrnou stuhou s arabským názvem země – „Džumhúríjat as-Súdán“ (česky Súdánská republika).
Nosorožec symbolizoval moc a sílu.
25. května 1969 byla vyhlášena Súdánská demokratická republika a v této souvislosti byl zaveden nový státní znak, emblém, tvořený černo-stříbrnou kresbou ptáka hadilova písaře (Sagittarius serpentarius) s roztaženými křídly a černo-stříbrným štítem na hrudi. Nad hlavou měl stříbrnou, dvakrát přeloženou, stuhu s černým arabským nápisem „An-nasr-laná“ (česky Vítězství je naše). Pod ptákem byla opět stříbrná, dvakrát přeložená stuha s černým arabským nápisem s názvem státu – „Džumhúríjat as-Súdán ad-Dímukrátíja“ (česky Súdánská demokratická republika).

Státní znak Súdánské republiky (1956–1970
Státní znak Súdánské demokratické republiky (1970–1985)

V 70. letech 20. století se začala objevovat varianta státního znaku, která měla nápisy na stuhách zelené a štít na hrudi byl černo-červený. V některých publikacích byly stuhy zelené a nápisy černé a štít byl černo-stříbrný.
6. dubna 1985 došlo ke státnímu převratu a 15. prosince byl název státu změněn na Súdánská republika. Státní znak byl změněn – byl vrácen název státu, nápisy na (stříbrných) stuhách byly zelené a štít černo-červený.

## Znaky súdánských států

Súdánské státy

Súdán je členěn na 18 států. Státy užívají vlastní znaky (pečeti). Znaky některých států (3, 11, 12 a 13) jsou v uvedeném zdroji zobrazeny jako kruhové, zde jsou však zobrazeny jako oválné (uvedena poznámka).

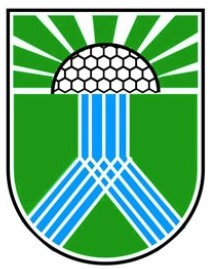
Stát Chartúm (1)
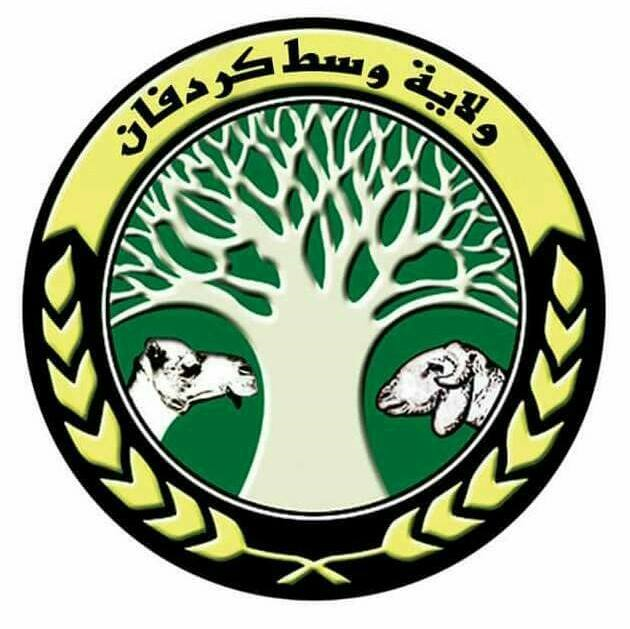
Severní Kordofán (2)
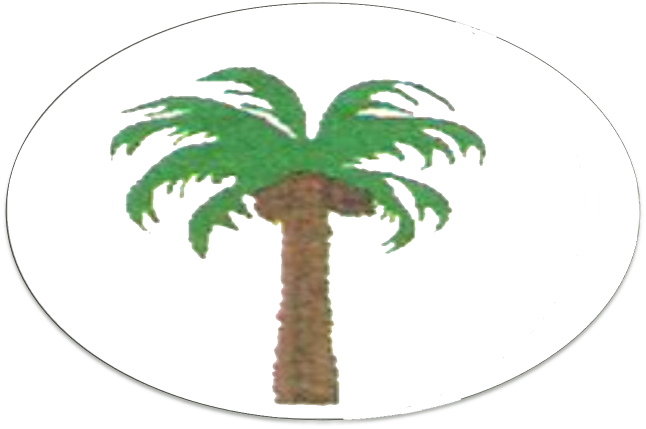
Severní stát (3)[pozn. 1]
Kassala (4)
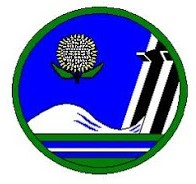
Modrý Nil (5)
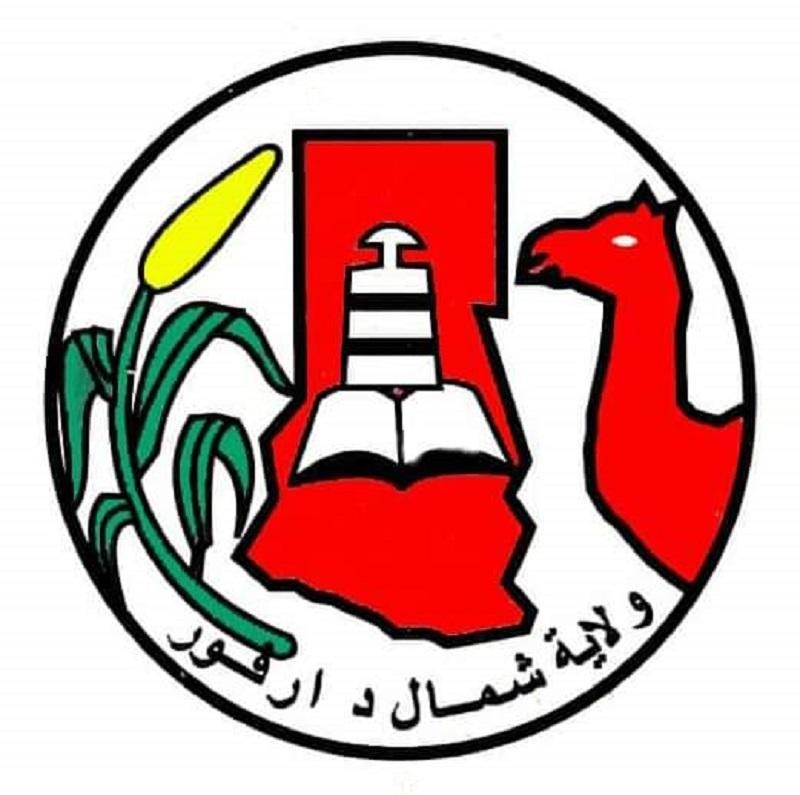
Severní Dárfúr (6)
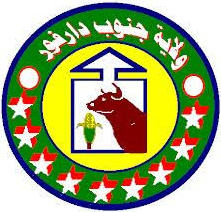
Jižní  Dárfúr (7)
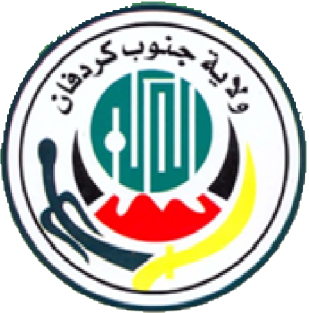
Jižní Kordofán (8)
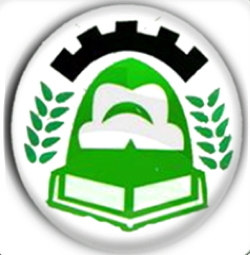
Gezíra (9)
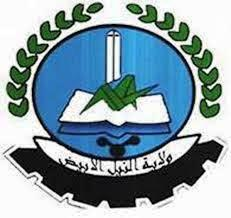
Bílý Nil (10)
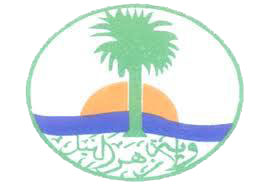
Řeka Nil (11)[pozn. 1]
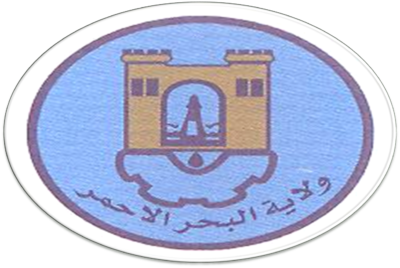
Rudé moře (12)[pozn. 1]
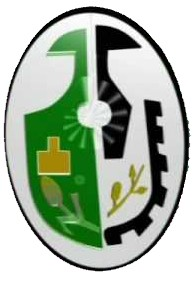
Al Qaḑārif / Gedaref (13)[pozn. 1]
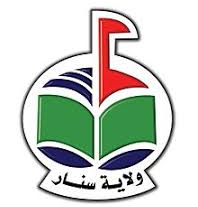
Sennar (14)
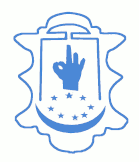
Západní  Dárfúr (15)
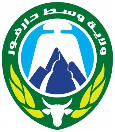
Střední  Dárfúr (16)
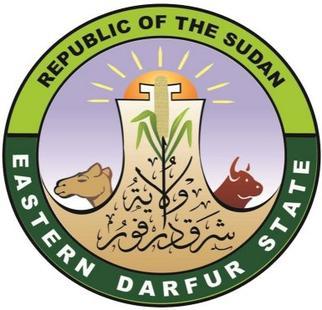
Východní Dárfúr (17)
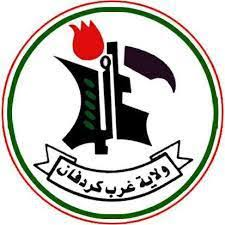
Západní Kordofán (18)

### Oblast Abyei

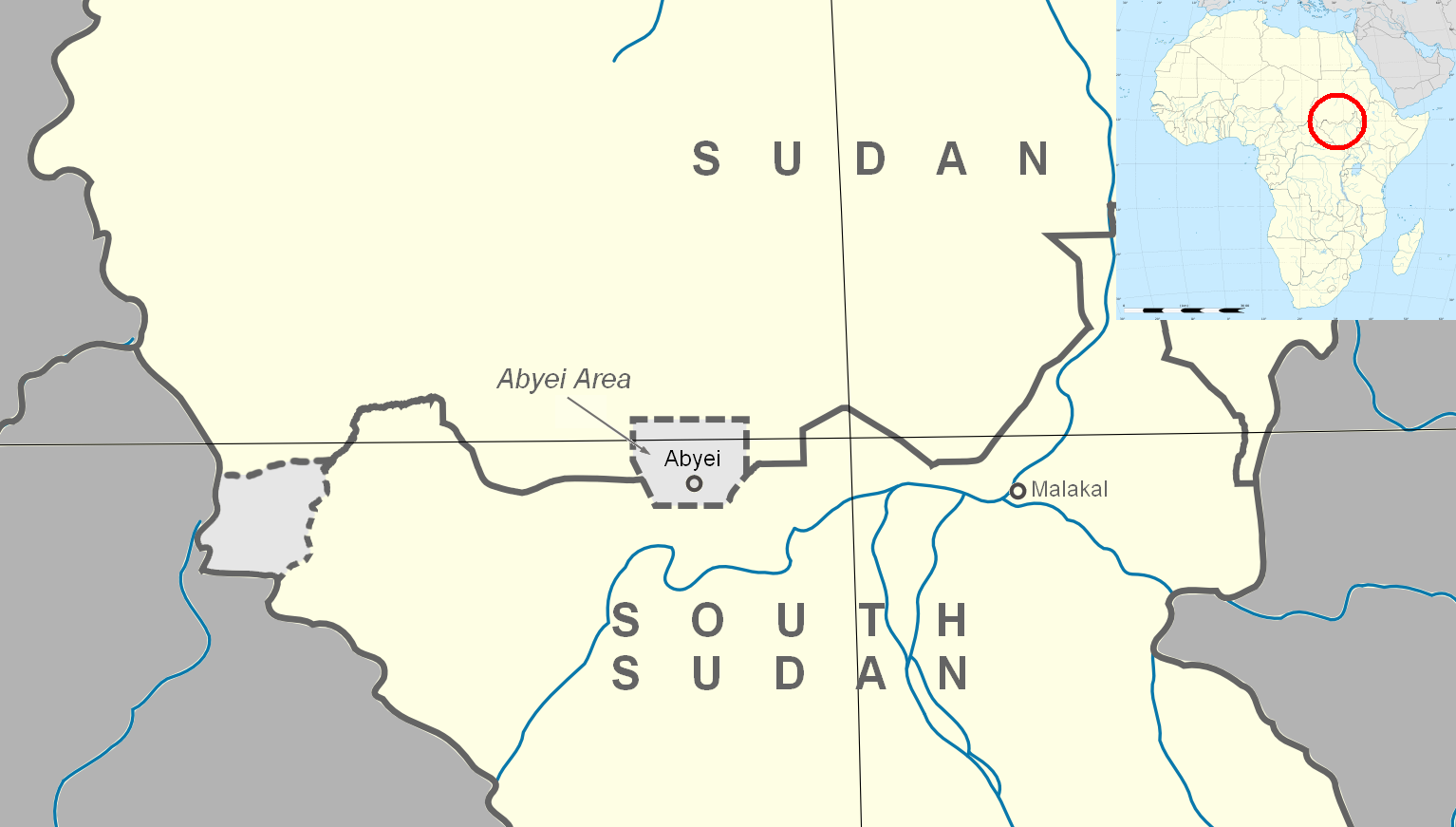
Oblast Abyei

Oblast Abyei je území mezi Súdánem a Jižním Súdánem. Po ukončení druhé súdánské občanské války (1983–2005) se obě strany dohodly na zvláštním správním statusu této oblasti a vytvoření demilitarizované zóny.

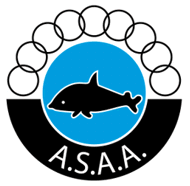
Znak Oblasti Abyei